# Parantica caulonia
Parantica caulonia är en fjärilsart som beskrevs av Hans Fruhstorfer 1911. Parantica caulonia ingår i släktet Parantica och familjen praktfjärilar. Inga underarter finns listade i Catalogue of Life.